# 오카다 유리노
오카다 유리노(일본어: 岡田 佑里乃, 1998년 10월 29일~)는 일본의 그라비아 아이돌이자 배우, 유튜버이다. 2018년에 「미스 매거진 2018」에 응모하여 7월 17일에 응모 총수 2893명으로부터 준 그랑프리에 준하는 「미스 주간 소년 매거진」을 수상했다.